# Локація Кракова

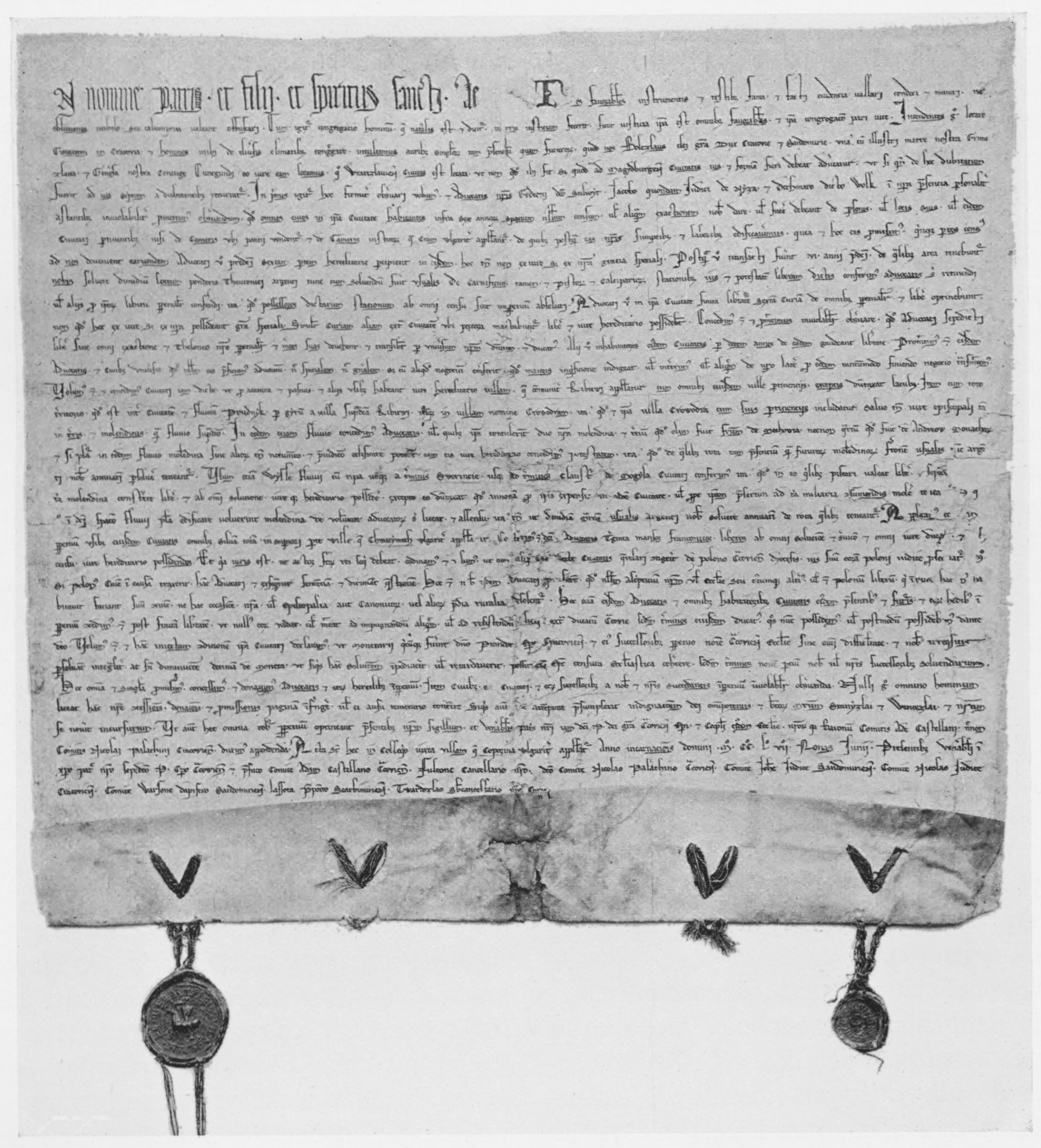
Привілей розташування Кракова

Локація Кракова - уклад міста Кракова, здійснений на підставі локаційного права, виданого князем Краківським Болеславом Встидливим 5 червня 1257 року; локаційне право надало місту нову організаційно-правову форму та новий містобудівний вигляд.

## Локація 1257 року

Шахове міське планування Старого міста в Кракові зумовлене магдебурзьким правом.

Локаційний привілей Кракову був виданий Болеславом Встидливим за участю його матері Ґжиміслави та дружини Кінги в селі Коперня біля міста Пінчів. У Кракові було вирішено створити міську гміну на засадах магдебурзького права. Організацією гміни мали займатися три засновники : Гедко Стільвойт, Детмар Вольк і Якуб з Ниси, котрі отримали спадкові посади уряду війтовського. Цей уряд був багато обдарований – вони отримали право на 1/3 прибутку від судових штрафів, 1/6 доходу від ділянок, 600 га землі, право експлуатації річки Вісли біля Кракова, право засновувати ларьки, пекарні та майстерні, а також володіти бійнею; крім того, війти звільнялися від усіх митних зборів у князівства. Гміна отримала землі під пасовища та ліс, а жителі міста звільнялися від усіх платежів князеві на 6 років і від митних зборів на 10 років.
Містопланування будувалося за моделлю ідеальної шахівниці. Основною міською одиницею були ідентичні прямокутні ділянки, а вісім ділянок були сформовані у квадратні квартали, оточені з усіх чотирьох сторін вулицями. Центром була ринкова площа, яка займала площу, еквівалентну чотирьом кварталам (майже ідеальний квадрат зі стороною приблизно 200 м). З кожного боку ринкової площі перпендикулярно до фасаду йшло по три вулиці — одна на куті, друга — посередині. Лише в південно-східному куті була лише одна вулиця, що вела до замку ( вул. Гродзька ). Інші порушення планування були наслідком збереження раніше побудованих церков на території, охопленої місцем, а у випадку з вулицями Брацька та Голембія, ймовірно, через адаптацію до існуючого міського планування, можливо, похідного від ранішого розташування міста, скромнішого розмаху.
Місто, побудоване за цим планом, досі є самим центром Кракова з майже незмінною міською формою.

## Зміни укладу урбаністичного
Вже наприкінці XIII ст., під час будівництва міських укріплень, рамки статутного міста були розширені, перш за все на північ, а також на схід і захід, досягнувши нинішніх меж Старого міста, обмеженого оборонними стінами, зведеними на рубежі XIII—XIV ст. На початку XIV століття схема розміщення, швидше за все, була порушена відхиленням нинішньої Миколайської вулиці на північ внаслідок будівництва старости на Ґрудку . З XIV століття об’єднане місто також інтегрувалося з Окулем (Okoł), розташованим між ним і замком Вавель .

## Перша локація Кракова
Локацію від 1257 року іноді називають «великою»  — щоб відрізнити її від передбачуваного ранішнього першого розташування Кракова, тема якого дискутується серед істориків. Це можлива перша локація міста могло відбутися приблизно в 1220 році. На думку прихильників цієї тези, потреба у новій локації у 1257 році мала бути наслідком руйнування раніше організованого міста внаслідок татарської навали, а також занадто скромного міського планування. Свідченням більш ранньої організації муніципальної ґміни в Кракові є краківські сільські старости, які з’являються в джерелах до 1257 року. Вже в ХІХ столітті тезу про ранній локації міста висунув Юзеф Шуйський  ; пізніше його підтримали численні дослідники, зокрема: Генрик Мюнх , Єжи Вирозумський  і Богуслав Красновольський  . Деякі вчені шукали міські сліди більш раннього розташування, вказуючи, зокрема, на можливість демаркації міста. на місці колишнього ринкового поселення з центром на місці нинішніх площ Домініканської та Всіх Святих (Wszystkich Świętych) або на осі теперішньої вулиці Шпитальна (Szpitalna) . У 2007 році Єжи Вирозумський запропонував, щоб сільські голови до 1257 року були пов’язані з формою організації міської комуни на законних підставах (німецькі колоністи)  .